# 고이센

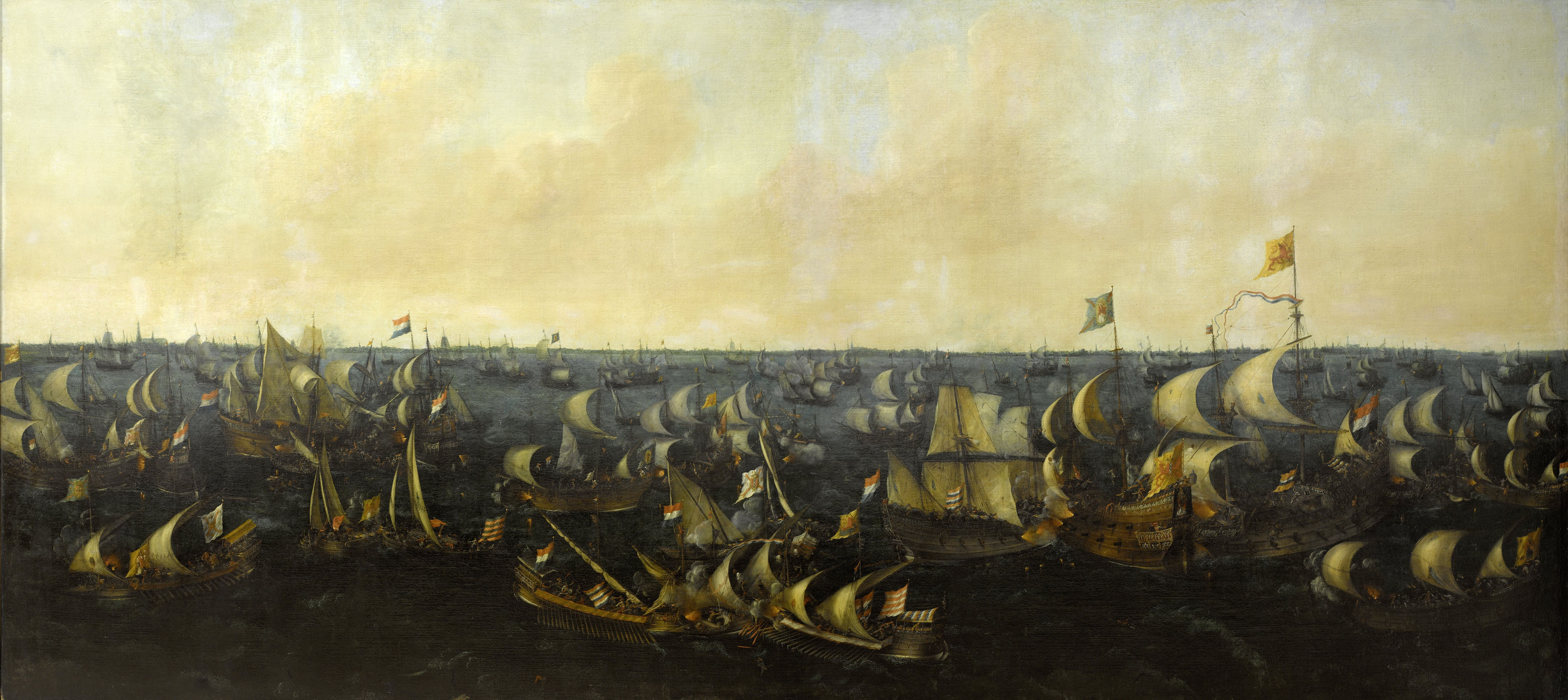
자위더르해 전투 (1573년 10월 6일)

고이센(독일어: Geusen, 네덜란드어: Geuzen 회전[*], 프랑스어: Les Gueux 르 귀외[*])은 1566년부터 스페인의 네덜란드 지배를 반대한 칼뱅파 네덜란드 귀족들의 연맹에서 사용한 이름이었다.  그들의 가장 성공적인 단체는 바다에서 작동하여 "바다의 거지들" (네덜란드어: Watergeuzen 바터르회전[*])으로 불리었다.  네덜란드 독립 전쟁에서 1572년 바다의 거지들에 의한 브릴러 공방전은 네덜란드 17주를 정복하여 독립적인 네덜란드 공화국을 설립하려는 반란자들을 위하여 육지의 첫 발판을 마련하였다.  그들은 상황이나 동기에 따라 "사략선" 혹은 "해적"으로서 다음 중 하나로 간주될 수 있다.

## 이름의 기원

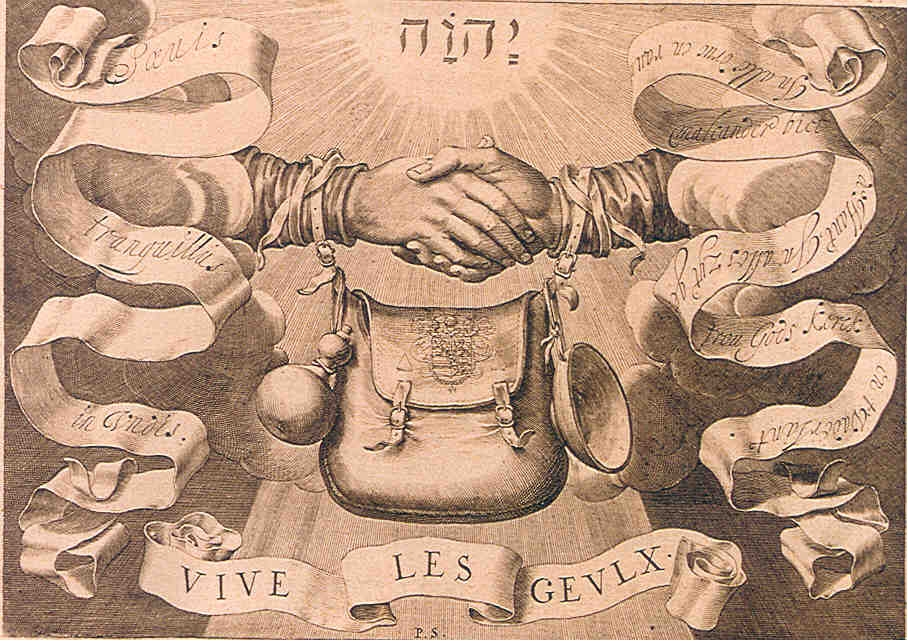
고이센의 전통적 상징

스페인의 펠리페 2세의 시민적, 종교적 전제주의에 맞서 네덜란드의 권리와 자유를 방어하는 것을 돕기 위하여 스스로를 묶은 "귀족의 타협"으로 알려진 엄숙한 동맹을 서명한 귀족들의 지도자들은 로데베이크 판 나사우와 헨드릭 판 브레데로더였다.  1566년 4월 5일 허락은 섭정 파르마의 공작 부인 마르게리타에게 "요청"으로 불린 탄원서를 제출하는 데 동맹을 위하여 얻어졌다.  대략 250명의 귀족들은 로데베이크와 헨드릭에 의하여 동행되어 궁전으로 행렬하였다.  섭정은 처음에 너무나 큰 몸의 외모에 경악되었으나 그녀의 의원들 중의 하나인 샤를 드 베를레몽은 "두려워 마십시오 부인, 그들은 거지들일 뿐입니다."라고 주장하였다.
명칭은 잊혀지지 않았다.  퀼렘뷔르흐 호텔에서 어떤 300명의 동맹자들에 의하여 열린 큰 잔치에서 연설에 브레데로더는 만약 필요하다면 그들은 모두 조국을 위해 거지가 될 준비가 되어 있다는 것을 선언하였다.  금후 이름은 당의 타이틀이 되었다.  애국당은 자신들의 모자 혹은 띠에 입혀질 장신구로서 거지 사회, 지갑과 그릇의 상징을 채택하였고, 메달은 한쪽에 펠리페 2세의 머리, 또 한쪽은 좌우명 "Fid le au roy, jusau'à porter la besace" (거지의 주머니를 짊어지기까지 국왕에게 충성)와 함께 다른 두 손을 맞잡은 것을 가지면서 쳐졌다.  거지들의 원래 동맹은 수명이 짧아 알바 공작에 의하여 망했으나 그 원칙들은 생존하여 궁극적으로 승리할 것이었다.
네덜란드어에서 단어 "geuzennaam" (회전남)은 언어적 재전유, 즉 그런 식으로 불리는 사람들이 자랑스럽게 사용하는 경멸적인 용어를 위하여 사용된다.

## "바다의 거지들"

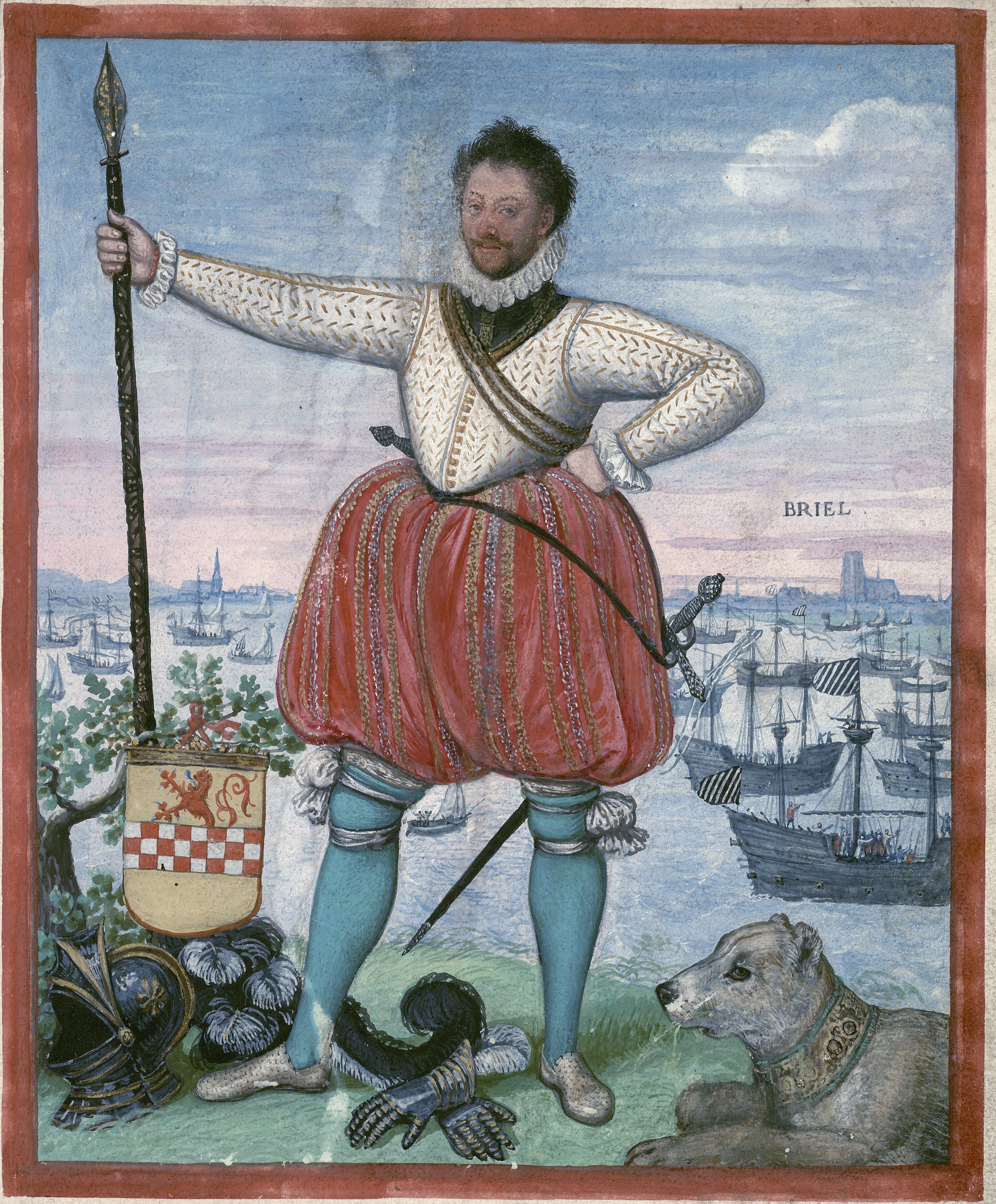
바다의 거지들의 지도자 빌럼 2세 판 더르 마르크

1569년 이제 반란파의 수장에 공공연히 자신을 배치한 빌럼 1세 판 오라녜는 전체의 국적들로부터 뽑힌 무법자들에 의하여 유인된 여러 선박들로 나포에 관한 편지들을 수락하였다.  18척의 배들은 자신들이 지속적으로 기지로 이용했던 프랑스의 위그노 항구 라로셸에서 로데베이크 판 나사우에 의하여 장착된 나포의 편지들을 받았다.
바다의 거지들은 해안 도시들을 쉽게 점령하는 데 만들어진 강력한 군대였다.  빌럼 2세 판 더르 마르크로 가장 잘 알려진 대담하고 무고한 지도자들의 연속적인 명령에 따라 이 사략선들은 "바다의 거지들" (네덜란드어: Watergeuzen 바터르회전[*], 프랑스어: Gueux de mer 귀외 드 메르[*])로 불리었다.  처음에 그들은 바다와 육지 둘다에 의하여 단지 약탈하는 것으로 만족하여 자신들의 상점들을 수리 및 보충할 수 있었던 잉글랜드의 항구들로 자신들의 전리품을 가지고 갔다.  이미 1569년의 말까지 바다의 거지들의 84척의 배들이 움직이고 있었다.

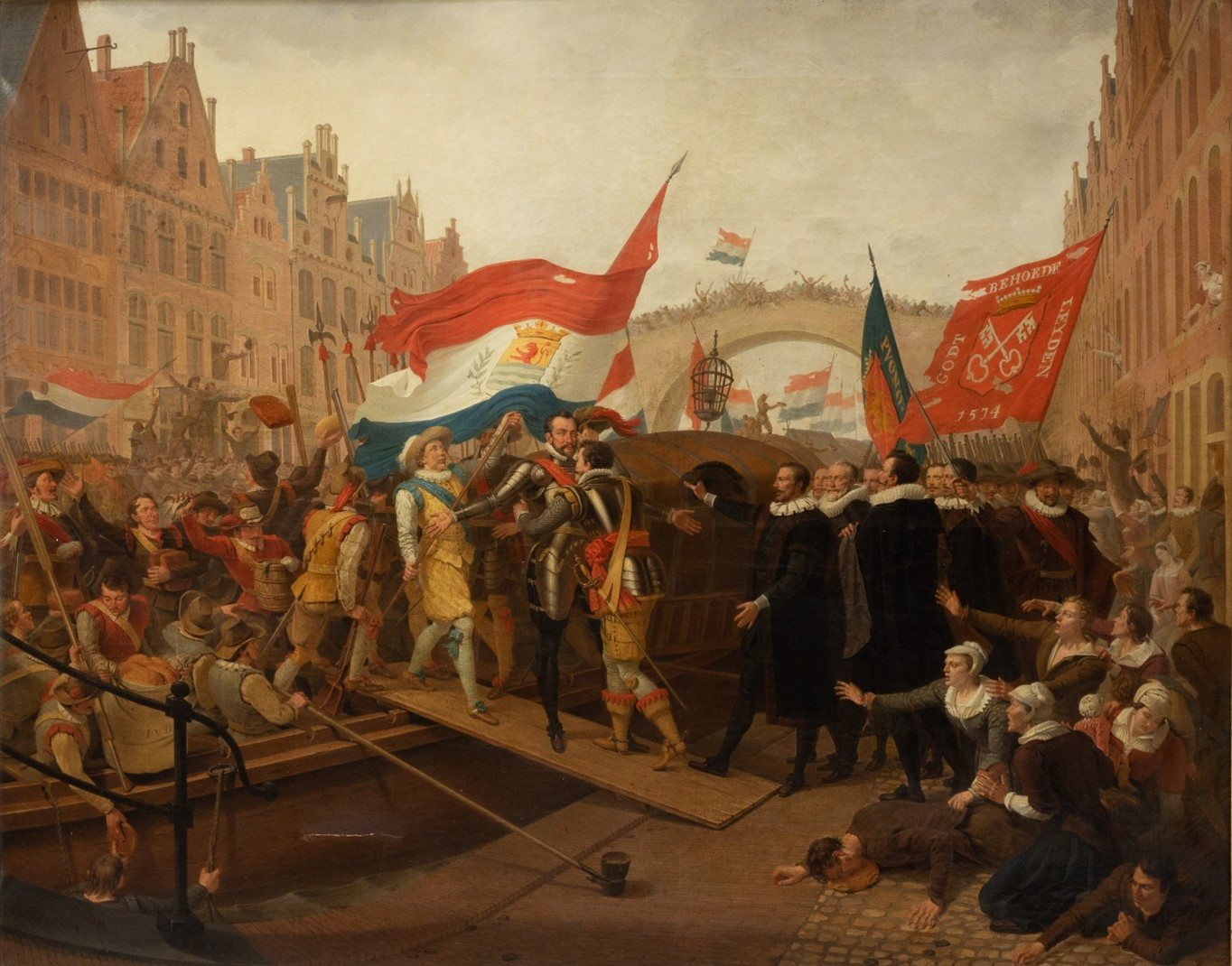
레이던 공방전 후 레이던에 입성하는 빌럼 1세 판 오라녜와 바다의 거지들

하지만 1572년 잉글랜드의 엘리자베스 1세는 갑자기 자신의 항구들에 바다의 거지들을 인정하는 데 거부하였다.  더 이상 피난처가 없던 빌럼 블로이스 판 트레슬롱과 레나에르트 얀스 더 흐라에프의 지휘하에 바다의 거지들은 그해 4월 1일 자신들이 스페인의 수비대의 부재에 놀라움을 금치 못했던 브리엘러에 필사적인 공격을 하였다.  이 성공에 의하여 용기를 얻은 그들은 이제 또한 기습에 의하여 가져간 플리싱언으로 항해하였다.  이 2개의 타운들의 공방전은 반란을 위하여 그들의 후원을 선언하는 데 몇몇의 가까운 타운들을 촉구하여 홀란트의 다수가 네덜란드의 거대한 반란에 가입하는 것에 결과를 가져온 연쇄반응을 시작하였고 네덜란드 독립의 진짜 시작으로 여겨졌다.
1573년 자위더르해 전투에서 바다의 거지들은 호른 항구에서 보쉬 제독 지휘하의 스페인 군대를 물리쳤다.  원주민 인구와 섞인 그들은 타운 다음 타운에서 알바 공작에 대한 반역을 촉발하여 저항을 남부로 확산시켰다.
1574년 루이 드 부아소 제독 아래 바다의 거지들은 레이던 공방전의 해제에 참가하였다.
네덜란드의 해군 영웅들의 어떤 조상들은 코르넬리스 에버르트선 1세의 조부 에베르트 헨드릭스전 같이 바다의 거지들로서 자신들의 해군 경력들을 시작하였다.

## 고이센의 상징들

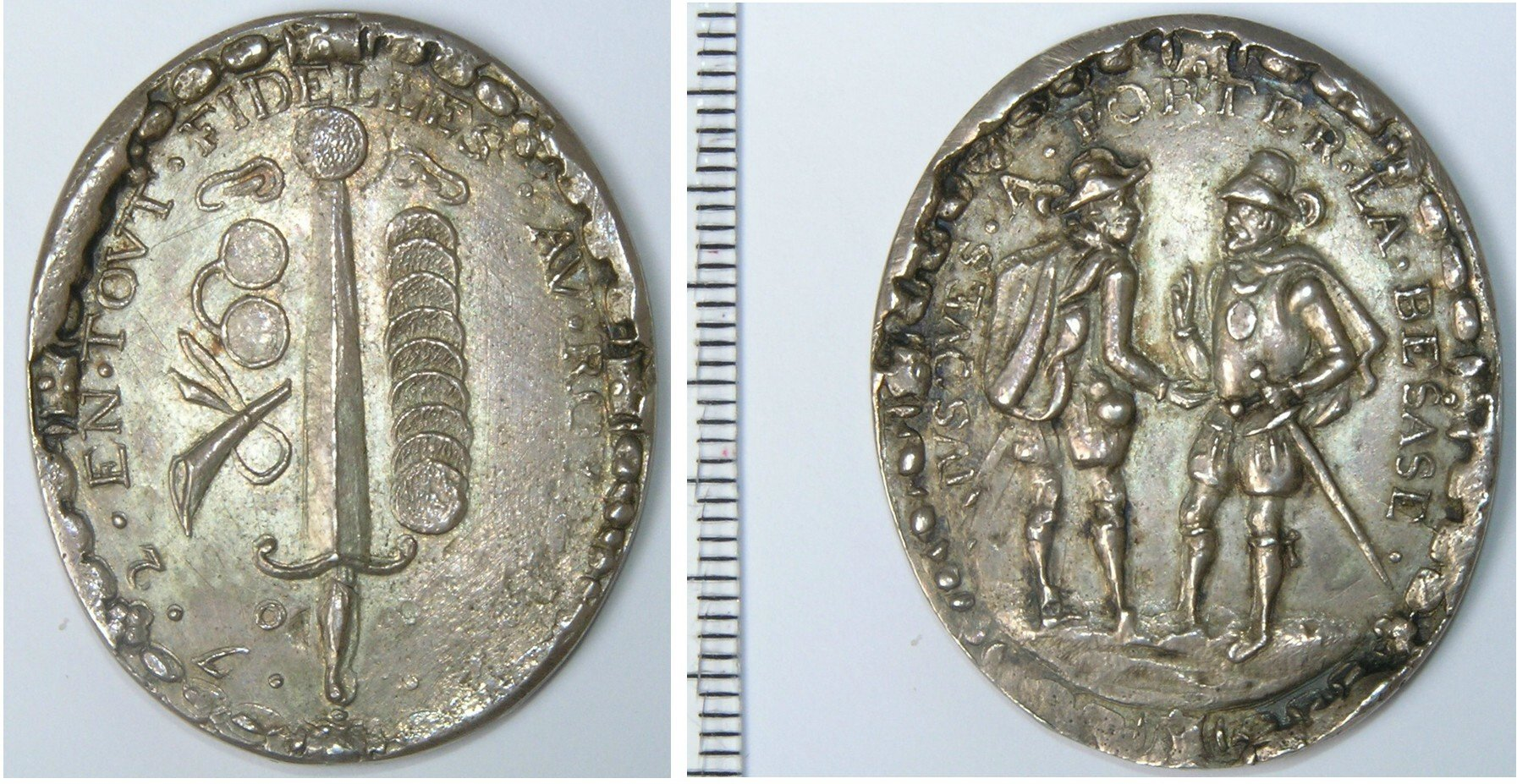
바다의 거지들에 의하여 브리엘러 공방전을 기념하는 고이센 메달

지문, 팜플렛 등을 포함한 선전의 일환으로 많은 고이센 메달들이 제휴의 배지들로서 창조되어 오스만 제국과 관련시킨 것을 포함한 다양한 상징을 이용하였다.  빌럼 1세 판 오라녜는 스페인의 펠리페 2세에 대항하는 데 오스만 제국의 도움을 구했다.

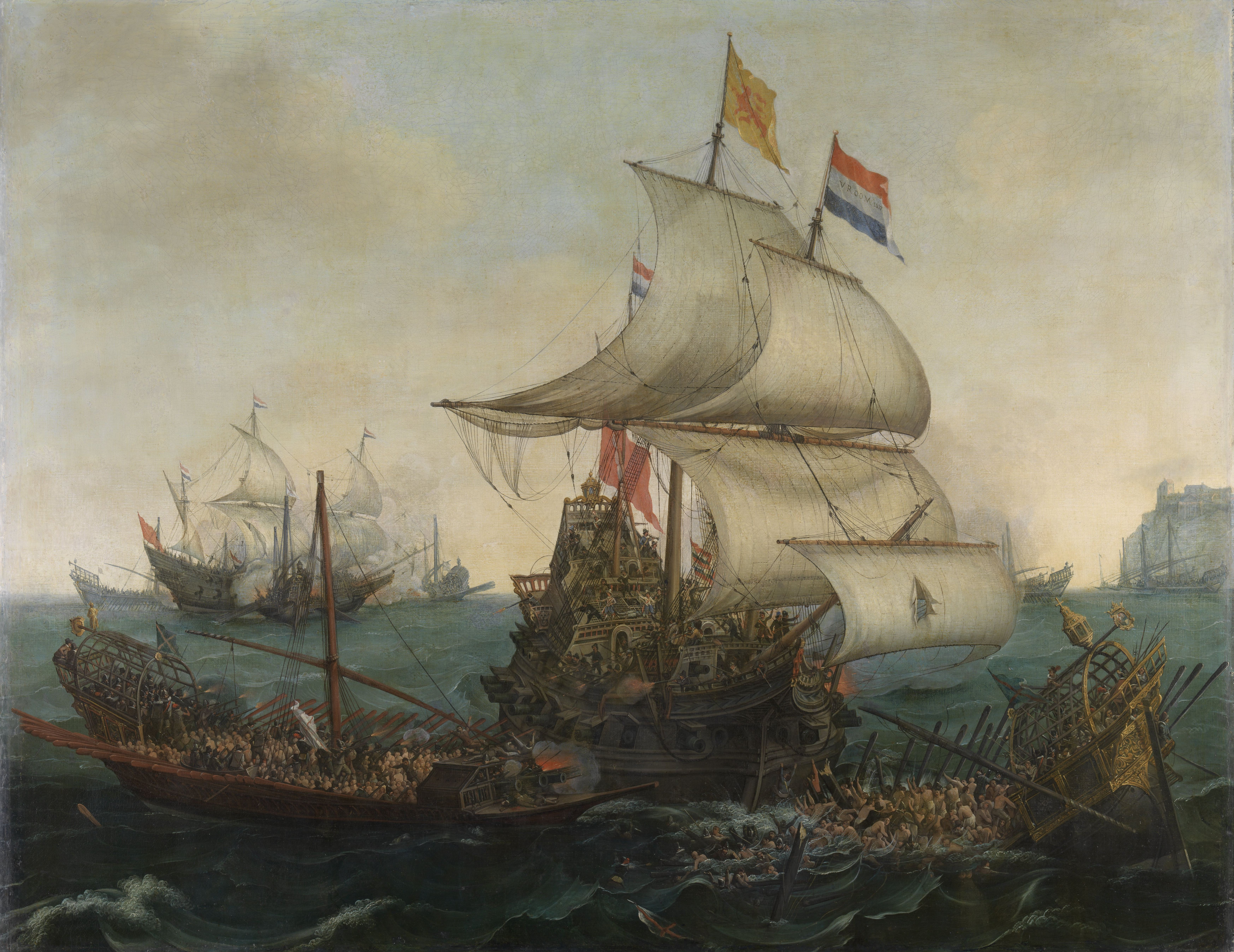
플랑드르 해안으로 스페인의 갤리선을 충돌시키는 네덜란드 함대들

"고이센"은 자신들의 반스페인, 반가톨릭 감정들을 표현하고 있었다.  그들은 오스만 제국인들이 스페인인들보다 덜 위협적이라고 숙고하였다.  1579년과 1582년 사이에 소콜루 메흐메트 파샤 고관으로부터 대표들이 이스탄불에서 안트베르펀으로 몇번이나 여행을 떠났다.
사실 그런 동맹을 위하여 목표 근거들이 있었다.  네덜란드의 반란군들이 스페인의 배송에 습격을 지휘하고 있었던 동시에 오스만 제국은 스페인과 해전에 연루되어 1571년 그리스에서 레판토 해전에 정점을 찍고 있었다.  지중해에서 오스만 제국 군대, 북유럽의 바다에서 네덜란드 군대에 의하여 조정된 두 갈래의 해군 도전을 향하는 데 스페인으로서 두 적 모두에게 유리할 것이었다.
"Liever Turks dan Paaps"의 슬로건은 대체로 수사적으로 보이고 반달의 셩성에서 그들의 거지 메달들은 상징적으로 의미되었다.  네덜란드인들은 술탄 아래 삶을 거의 생각하지 않았다.  게다가 고이센과 오스만 제국의 당국 간 직접적인 접촉이 없었다.  오스만 제국인들은 이교도로 여겨졌고 이슬람교의 이단은 홀로 반란군들의 선전에서 더욱 중앙적인 역할을 맡은 것으로부터 가정할 자격이 없었다.

## 같이 보기
- 네덜란드 독립 전쟁

## 참고 문헌
- Kervyn de Lettenhove, Les Huguenots et les Gueux, (six volumes, Brussels, 1882–85)
- Renon de France, Histoire des causes de la désunion ... des Pays-Bas, (three volumes, Brussels, 1886–91)
- Jurien de la Gravìere, "Les gueux de mer" in Revue des Deux Mondes (Paris, 1891–92).
- Van der Horst (2005) Nederland: de vaderlandse geschiedenis van de prehistorie tot nu. (3rd edition; in Dutch). Amsterdam, Bert Bakker. ISBN 90-351-2722-6. p. 132
- McCabe, Ina Baghdiantz (2008) Orientalism in early Modern France, Berg. ISBN 978-1-84520-374-0